# Quartier Sénégalais
Le Quartier Sénégalais ou le village Sénégalais est un quartier résidentiel de la station balnéaire belge de Coxyde, construit du début du 20e siècle à la Belle Époque.

## Toponymie
On pense que le nom, en français comme en néerlandais, serait soit lié au logement des soldats français des colonies pendant la Première Guerre mondiale, soit aux noms des villas, dont les habitants étaient souvent d'anciens coloniaux qui ont donné des noms à leurs maisons qui rappellent l'Afrique. En réalité, l'origine du nom reste à ce jour inconnue. Durant la Belle Epoque, certains habitants avaient réclamé le nom de gueux de 'Sénégalais'.

## La description
Ce quartier a été construit à partir de 1908 sur des terrains acquis par Léopold Lejeune, comptable et entrepreneur en bâtiments de fortune, résident à Verviers. De nombreux cottages spacieux accueillaient de grandes familles - principalement bruxelloises - et leur personnel en grand nombre. Ces cottages pittoresques ont fourni la toile de fond idéale pour prendre l'air frais et sain et prendre un "bain thermal de mer". Beaucoup de ces chalets ont été conçus par l'architecte Gaston Lejeune. La construction de ce quartier est un savant mélange entre unité et liberté. 
Depuis la Bad Schallerbachplein, où se trouve le Manneken Pis de Coxyde, un dédale d'avenues part, auquel, à leur tour, des rues se connectent, qui s'intègrent dans le paysage de dunes en respectent le relief d'origine. Cela reflète l'idée anglaise des quartiers-jardins. On retrouve également cette idée urbanistique à La Panne (Quartier Dumont), Le Coq (Quartier de la Concession), Knocke et Westende. Coxyde-Bains a été développée durant les premières décennies du 20e siècle. Le style cottage devenu emblématique d'autres quartiers de Coxyde-Bains notamment le Quartier du Bois et le Quartier Japonais. 
Le quartier a été protégé en tant que paysage urbain en 2001.